# 嶋本悠大
嶋本 悠大（しまもと ゆうだい、2006年10月26日 - ）は、熊本県熊本市のプロサッカー選手。Jリーグ・清水エスパルス所属。ポジションはミッドフィールダー。

## 来歴
高校は、熊本県立大津高等学校に進学。2024年の高円宮杯プレミアリーグでは同校を初の総合優勝に導いたほか、同年の全国高等学校サッカー選手権では優秀選手に選ばれた。過去の選抜・代表歴はU-17日本高校選抜、U-18日本代表などがある。
2025シーズンから清水エスパルスに入団することが決まった。

## 所属クラブ
- ブレイズ熊本
- 熊本県立大津高等学校
- 2025年 -  清水エスパルス

## 個人成績
| 国内大会個人成績 | 国内大会個人成績 | 国内大会個人成績 | 国内大会個人成績 | 国内大会個人成績 | 国内大会個人成績 | 国内大会個人成績 | 国内大会個人成績 | 国内大会個人成績 | 国内大会個人成績 | 国内大会個人成績 | 国内大会個人成績 |
| 年度             | クラブ           | 背番号           | リーグ           | リーグ戦         | リーグ戦         | リーグ杯         | リーグ杯         | オープン杯       | オープン杯       | 期間通算         | 期間通算         |
| 年度             | クラブ           | 背番号           | リーグ           | 出場             | 得点             | 出場             | 得点             | 出場             | 得点             | 出場             | 得点             |
| 日本             | 日本             | 日本             | 日本             | リーグ戦         | リーグ戦         | リーグ杯         | リーグ杯         | 天皇杯           | 天皇杯           | 期間通算         | 期間通算         |
| ---------------- | ---------------- | ---------------- | ---------------- | ---------------- | ---------------- | ---------------- | ---------------- | ---------------- | ---------------- | ---------------- | ---------------- |
| 2025             | 清水             | 47               | J1               |                  |                  |                  |                  |                  |                  |                  |                  |
| 通算             | 日本             | 日本             | J1               |                  |                  |                  |                  |                  |                  |                  |                  |
| 総通算           |                  |                  |                  |                  |                  |                  |                  |                  |                  |                  |                  |

## タイトル

### クラブ
熊本県立大津高等学校
- 高円宮杯 JFA U-18サッカープレミアリーグ 2024
  - 総合優勝